# Cosmosoma harpalyce
Cosmosoma harpalyce är en fjärilsart som beskrevs av William Schaus 1892. Cosmosoma harpalyce ingår i släktet Cosmosoma och familjen björnspinnare. Inga underarter finns listade i Catalogue of Life.